# Arrigny
Arrigny é uma comuna francesa na região administrativa do Grande Leste, no departamento de Marne. Estende-se por uma área de 16.08 km², e possui 238 habitantes, segundo o censo de 2018, com uma densidade de 15 hab/km².